# Paweł Janas
Paweł Janas (Pabianice, 1953. március 4. –) lengyel válogatott labdarúgó, 2015-ig a Bytovia Bytów edzője.

## Pályafutása

### Klubcsapatokban
A játékospályafutása során 1973 és 1977 között a Widzew Łódź középső védője volt. 1978-ban a Legia Warszawahoz került. Ekkoriban válogatott játékos is lett (összesen 53 nemzetközi mérkőzést játszott), és részt vett az 1982-es spanyolországi világbajnokságon, ahol a lengyel labdarúgó-válogatott harmadik lett. A világbajnokság után Franciaországba ment, hogy csatlakozzon az Auxerre csapatához, és ott játszott 1986-ig. Ugyanebben az évben a francia liga legjobb külföldi játékosának választották meg. Ezután visszatért a Legia Warszawához, ahol pályafutása végéig, 1988-ig játszott.

### A válogatottban
1976 és 1984 között 53 válogatott mérkőzésen játszott a lengyel válogatottban. Az 1982-es spanyolországi világbajnokságon a lengyel csapat 7 mérkőzésen középhátvédként játszott. Lengyelország ezen a tornán váratlanul a harmadik helyet szerezte meg.

## Sikerei, díjai

### Játékosként
- Lengyel kupagyőztes (2): 1980, 1981
- Világbajnokságon bronzérmes: 1982
- Ligue 1 legjobb külföldi játékosa: 1986

### Edzőként
- Lengyel bajnok (2): 1994, 1995
- Lengyel kupagyőztes (2): 1994, 1995
- Lengyel szuperkupa-győztes: 1994
- Az év edzője Lengyelországban (4): 1994, 1995, 2004, 2005
- Világbajnokságon való részvétel: 2006

## Fordítás
- Ez a szócikk részben vagy egészben  a   Paweł Janas című angol Wikipédia-szócikk ezen változatának fordításán alapul.  Az eredeti cikk szerkesztőit annak laptörténete sorolja fel. Ez a jelzés csupán a megfogalmazás eredetét és a szerzői jogokat jelzi, nem szolgál a cikkben szereplő információk forrásmegjelöléseként.